# Real Bandżul
Real Bandżul – gambijski klub piłkarski mający siedzibę w stolicy kraju, Bandżulu, grający w gambijskiej pierwszej lidze.

## Sukcesy
- GFA League First Division:
  - mistrzostwo (15): 1972, 1974, 1975, 1978, 1983, 1994, 1997, 1998, 2000, 2007, 2012, 2014, 2023, 2024, 2025.
- Puchar Gambii:
  - zwycięstwo (3): 1969, 1970, 1997.
- Superpuchar Gambii:
  - zwycięstwo (3): 2000, 2012, 2014.

## Występy w afrykańskich pucharach
| Sezon | Rozgrywki                 | Runda   | Kraj                          | Klub                      | Dom | Wyjazd | Dwumecz                                  |
| ----- | ------------------------- | ------- | ----------------------------- | ------------------------- | --- | ------ | ---------------------------------------- |
| 1975  | Puchar Mistrzów           | 1       | Gwinea                        | Hafia FC                  | –   | –      | 0–3 (rezygnacja z udziału w rozgrywkach) |
| 1976  | Puchar Mistrzów           | wstępna | Mali                          | Djoliba AC                | 0–2 | 0–2    | 0–4                                      |
| 1979  | Puchar Zdobywców Pucharów | wstępna | Liberia                       | Saint Joseph Warriors FC  | 1–0 | 0–0    | 1–0                                      |
| 1979  | Puchar Zdobywców Pucharów | 1       | Ghana                         | Hearts of Oak             | 1–1 | 0–2    | 1–3                                      |
| 1984  | Puchar Mistrzów           | 1       | Gwinea Bissau                 | Sporting Bissau           | 0–0 | 0–2    | 0–2                                      |
| 1995  | Puchar Mistrzów           | 1       | Republika Zielonego Przylądka | CD Travadores             | 1–0 | 0–0    | 1–0                                      |
| 1995  | Puchar Mistrzów           | 2       | Gabon                         | Mbilinga FC               | 0–2 | 0–4    | 0–6                                      |
| 1999  | Liga Mistrzów             | wstępna | Gwinea                        | AS Kaloum Star            | 0–2 | 1–1    | 1–3                                      |
| 2000  | Puchar CAF                | 1       | Senegal                       | CSS Richard-Toll          | 0–1 | 0–1    | 0–2                                      |
| 2001  | Liga Mistrzów             | wstępna | Republika Zielonego Przylądka | FC Derby                  | 0–0 | 1–0    | 1–0                                      |
| 2001  | Liga Mistrzów             | 1       | Senegal                       | ASC Diaraf                | 1–1 | 0–1    | 1–2                                      |
| 2013  | Liga Mistrzów             | wstępna | Maroko                        | FUS Rabat                 | 1–2 | 0–1    | 1–3                                      |
| 2015  | Liga Mistrzów             | wstępna | Liberia                       | Barrack Young Controllers | 1–1 | 1–0    | 2–1                                      |
| 2015  | Liga Mistrzów             | 1       | Algieria                      | ES Sétif                  | 1–1 | 0–2    | 1–3                                      |